# Parlamentswahl in Portugal 1979
- UDP: 1
- APU: 47
- PS: 74
- PSD: 7
- AD: 121

Die Parlamentswahl in Portugal 1979 fand am 2. Dezember statt. Sie beendete eine auf Grund der parlamentarischen Mehrheitsverhältnisse nach der Parlamentswahl 1976 entstandene Pattsituation.

## Hintergrund
Nach der Wahl 1976 verhinderten einerseits die Rivalitäten zwischen Sozialisten und Kommunisten die Bildung einer rechnerisch möglichen Linksregierung, andererseits verfügten die bürgerlichen Parteien über keine eigene Mehrheit. Der Versuch, eine handlungsfähige Links-Rechts-Regierung (PS und CDS) unter M. Soares zu etablieren, scheiterte bereits nach kurzer Zeit an unüberbrückbaren Gegensätzen.
Präsident António Ramalho Eanes versuchte danach durch die Beauftragung zur Bildung überparteilicher Regierungen unter Alfredo Nobre da Costa (August bis November 1978) sowie unter Carlos Mota Pinto (November 1978 bis Juni 1979) die politische Lage zu stabilisieren. Mangels parlamentarischer Mehrheiten war jedoch keine dieser Regierungen von langer Dauer. Am 13. Juli 1979 löste Präsident Eanes das Parlament auf, rief für Dezember 1979 vorgezogene Neuwahlen aus und beauftragte  die Vertreterin Portugals bei der UNESCO, Maria de Lourdes Pintasilgo, mit der Bildung einer Übergangsregierung, die ab August 1979 ihre Arbeit aufnahm.
Auf der bürgerlichen Seite des Parteienspektrums hatte sich inzwischen der Führer der Sozialdemokratischen Partei (PSD), vormals Demokratischen Volkspartei (PPD), Francisco Sá Carneiro, zum unumstrittenen Führer der Opposition entwickelt. Er schloss die beiden wichtigsten bürgerlichen Parteien, seine konservativ-liberalen Sozialdemokraten sowie das rechtskonservative Soziale und Demokratische Zentrum (CDS) unter dem Namen Demokratische Allianz (AD) zu einer Listenverbindung zusammen. Als dritte Partei beteiligte sich an diesem Mitte-rechts-Bündnis auch die monarchistische Kleinpartei PPM.
Auch auf der Linken hatte sich bereits 1978 ebenfalls eine Koalition formiert. Die Kommunisten (PCP) und die bereits 1969 noch unter dem Estado Novo als oppositionelle Kraft entstandene Portugiesische Demokratische Bewegung – Demokratische Wahl-Kommission (MPD/CDE) bildeten die APU, die Allianz Vereintes Volk.

## Wahlergebnisse

Sitzverteilung und stärkste Partei in den Wahlkreisen

Mit deutlichem Vorsprung gewann Sá Carneiro mit seiner Demokratischen Allianz die Wahl und führte als Ministerpräsident ab Januar 1980 auch die erste bürgerliche Regierung seit der Revolution von 1974.
Die Wahlbeteiligung lag bei 82,87 %. Die Zählung wurde nach dem D’Hondt-Verfahren durchgeführt.
| Partei                                | Partei | Stimmen   | Stimmen | Stimmen | Sitze       | Sitze              |
| Partei                                | Partei | Anzahl    | %       | +/−     | Anzahl      | +/−                |
| ------------------------------------- | --- | --------- | ------- | ------- | ----------- | ------------------ |
|                                       | Aliança Democrática - Partido Social Democrata - Centro Democrático e Social - Partido Popular Monárquico                           | 2.554.458 | 42,5    | +1,7    | 121 73 43 5 | +15 1 +8 2 +2 3 +5 |
|                                       | Partido Socialista | 1.642.136 | 27,3    | −7,6    | 74          | −33                |
|                                       | Aliança Povo Unido - Partido Comunista Português (PCP) - Movimento Democrático Português – Comissão Democrática Eleitoral (MDP/CDE) | 1.129.322 | 18,8    | +4,4    | 47 44 3     | +7 +4 +3           |
|                                       | Partido Social Democrata 4 | 141.227   | 2,4     | −       | 7           | −1                 |
|                                       | União Democrática Popular | 130.842   | 2,2     | +0,5    | 1           | ±0                 |
|                                       | Partido da Democracia Cristã | 72.514    | 1,2     | +0,7    | −           | −                  |
|                                       | Partido Comunista dos Trabalhadores Portugueses                                                                                     | 53.268    | 0,9     | +0,2    | −           | −                  |
|                                       | União da Esquerda para a Democracia Socialista                                                                                      | 43.325    | 0,7     | −       | −           | −                  |
|                                       | Partido Socialista Revolucionário                                                                                                   | 36.978    | 0,6     | +0,5    | −           | −                  |
|                                       | Centro Democrático e Social 4 | 23.523    | 0,4     | −       | −           | −1                 |
|                                       | Partido Operário de Unidade Socialista                                                                                              | 12.713    | 0,2     | −       | −           | −                  |
|                                       | Organização Comunista Marxista-Leninista Portuguesa                                                                                 | 3.433     | 0,1     | −       | −           | −                  |
|                                       | Leeren Stimmzettel | 42.863    | 0,7     | −       |             |                    |
|                                       | Ungültige Stimmzettel | 120.851   | 2,0     | −2,7    |             |                    |
|                                       | Gesamt | 6.007.453 | 100,0   |         | 250         | −13                |
| Wahlberechtigte                       | Wahlberechtigte | 7.249.346 |         |         |             |                    |
| Wahlbeteiligung                       | Wahlbeteiligung | 82,9 %    |         |         |             |                    |
| Quelle: Comissão Nacional de Eleições | |           |         |         |             |                    |

## Folgen
Gemäß der damaligen portugiesischen Verfassung begann mit diesen vorgezogenen Neuwahlen jedoch keine neue Wahlperiode, sondern das neugewählte Parlament beendete lediglich die 1976 begonnene Wahlperiode. Deshalb fanden am 5. Oktober 1980 bereits wieder, diesmal reguläre, Wahlen statt.